# 樟叶苹婆
樟叶苹婆（学名：Sterculia cinnanmomifolia）是梧桐科苹婆属的植物，是中国的特有植物。分布在中国大陆的云南等地，生长于海拔900米的地区，见于疏林中，目前尚未由人工引种栽培。